# Mocorito
Mocorito ist eine Kleinstadt mit ca. 6.000 Einwohnern und Hauptort einer Gemeinde (municipio) mit ca. 40.000 Einwohnern im Nordwesten des mexikanischen Bundesstaates Sinaloa. Seit dem Jahr 2015 ist sie als Pueblo Mágico eingestuft.

## Lage und Klima
Die ca. 80 m hoch gelegene Kleinstadt Mocorito liegt am gleichnamigen Fluss im Nordwesten Mexikos etwa 110 km (Fahrtstrecke) nordwestlich von Culiacán bzw. ca. 1350 km nordwestlich von Mexiko-Stadt. Das Klima ist wegen der Nähe zum Golf von Kalifornien meist schwülwarm; Regen (ca. 1150 mm/Jahr) fällt nahezu ausschließlich im Sommerhalbjahr.

## Bevölkerung
| Jahr      | 2000 | 2020 |
| Einwohner | 5093 | 5926 |

Die Bevölkerung ist überwiegend indianischer Abstammung; es gibt aber auch zahlreiche Mestizen. Gesprochen wird zumeist Spanisch.

## Wirtschaft
In den Dörfern der Umgebung spielt immer noch die Landwirtschaft (Anbau von Mais, Bohnen, Tomaten, Chili etc.) die dominierende Rolle. Durch den Bau der Eisenbahnlinie von Chihuahua nach Los Mochis am Pazifik erfuhr das ehemals kleine Bergdorf eine deutliche wirtschaftliche und touristische Aufwertung.

## Geschichte
Im Jahr 1531 kam der Konquistador Nuño Beltrán de Guzmán in diese Gegend; ein Jahr später inspizierte sie Sebastián de Évora; dieser gab ihr auch den Namen. Im Jahr 1594 gründete der Jesuitenorden eine Missionsstation. Den Gemeindestatus erhielt der Ort erst im Jahr 1915.

## Sehenswürdigkeiten
- Zentrum der mit rechtwinkligen Straßenzügen versehenen Kleinstadt ist der bei der Bevölkerung beliebte palmenbestandene Parque Alamaeda.
- Die Kirche (Templo de la Purísima Concepción) wurde Ende des 16. Jahrhunderts im Auftrag des Jesuitenordens begonnen, aber erst im 17. Jahrhundert fertiggestellt. Die schmucklose Fassade und die Zinnen des Kirchenschiffs vermitteln eine gewisse Wehrhaftigkeit des Bauwerks, dessen Strenge durch die beiden offenen und deutlich stärker gegliederten Glockengeschosse jedoch etwas gemildert ist.[3]